# Danh sách kỷ lục SEA Games trong bơi lội
Danh sách kỷ lục SEA Games trong bơi lội là một danh sách gồm các thành tích tốt nhất của các vận động viên trong môn bơi lội qua lịch sử các kỳ Đại hội Thể thao Đông Nam Á (tiếng Anh: Southeast Asian Games - SEA Games). Ở SEA Games cũng như các sự kiện thể thao khác của thì các nội dung thi đấu trong môn bơi lội sẽ được tổ chức trong bể dài (bể 50m). Còn bể ngắn (bể 25m) thường chỉ sử dụng trong các giải bơi lội riêng hoặc các sự kiện riêng của thể thao dưới nước. Do bơi lội (swimming) là một trong những môn thể thao cơ bản của Olympic nên môn bơi lội được tổ chức thi đấu tại tất cả các kỳ SEA Games hay SEAP Games trước đây. Hiện nay, môn bơi lội ở SEA Games tổ chức thi đấu với 38 nội dung tất cả (nam: 19, nữ: 19), danh sách các nội dung cụ thể như sau (trong ngoặc đơn là tên của các kiểu bơi trong tiếng Anh):
- Bơi tự do (freestyle stroke): 50m, 100m, 200m, 400m, 800m (chỉ có ở nữ), 1500m (chỉ có ở nam).
- Bơi bướm (butterfly stroke): 50m, 100m, 200m.
- Bơi ngửa (backstroke): 50m, 100m, 200m.
- Bơi ếch (breaststroke): 50m, 100m, 200m.
- Bơi hỗn hợp cá nhân (individual medley):[note 1] 200m, 400m.
- Bơi tiếp sức:
  - Tiếp sức tự do (freestyle relay): 4×100m tiếp sức tự do, 4×200m tiếp sức tự do.
  - Tiếp sức hỗn hợp (medley relay):[note 2] 4×100m tiếp sức hỗn hợp.

Để hiểu hơn về tên gọi và cách bơi của các kiểu bơi trong bài này, xin độc giả xem bài Danh sách các kiểu bơi (tiếng Việt) hay bài Swimming stroke (tiếng Anh).

## Lịch sử
- Ở Đông Nam Á, xét trong môn bơi lội thì đội tuyển bơi Singapore luôn là đội tuyển mạnh nhất khu vực. Tại các kỳ SEA Games hay giải vô địch bơi lội Đông Nam Á thì đội tuyển bơi Singapore thường chiếm ưu thế về cả số lượng và chất lượng của các chiếc huy chương giành được so với đội tuyển bơi của các quốc gia khác. Qua đó, chúng ta cũng không ngạc nhiên khi phần lớn kỷ lục của làng bơi lội Đông Nam Á đều do những vận động viên mang quốc tịch Singapore nắm giữ. Cụ thể, tại kì SEA Games 25 được tổ chức tại Lào năm 2009 có tới 25 kỷ lục trong môn bơi lội bị phá. Trong đó, có tới 12 kỷ lục bị phá bởi đoàn Singapore, 8 bởi Malaysia, 2 bởi Philippines và 3 kỷ lục còn lại chia đều cho 3 đoàn Indonesia, Thái Lan và Việt Nam.
- Tại kỳ SEA Games 28 diễn ra ở Singapore. Làng bơi lội Đông Nam Á chứng kiến sự ưu thế vượt trội của 2 tài năng trẻ mới nổi đó là nam vận động viên Joseph Isaac Schooling của Singapore và nữ vận động viên Nguyễn Thị Ánh Viên của Việt Nam. Cả hai kình ngư trẻ đều là những vận động viên tài năng của hai nước được đầu tư để sang Mỹ tập luyện từ nhỏ. Tại SEA Games 28, cả hai đã thi đấu rất xuất sắc, họ giành rất nhiều huy chương vàng (HCV) và hầu hết trong số đó là những kỷ lục mới của SEA Games.[1] Kết thúc SEA Games 28, J.Schooling giành 9 HCV (6 nội dung cá nhân và 3 nội dung tiếp sức), trong số 9 HCV đó của J.Schooling thì có đến 8 chiếc huy chương là 8 kỷ lục mới của SEA Games được anh và các đồng đội ở đội tuyển bơi Singapore thiết lập. Còn Ánh Viên giành được tới 8 HCV (tất cả là các nội dung cá nhân) và tất cả chúng đều là những kỷ lục mới của SEA Games ngoại trừ chiếc HCV cuối cùng của Ánh Viên ở nội dung 200m ếch.[2]

## Nam
| Môn thi                 | Thời gian |  | Tên | Quốc tịch | Ngày                 | Sự kiện      | Địa điểm               | Chú thích |
| ----------------------- | --------- |  | --- | --------- | -------------------- | ------------ | ---------------------- | --------- |
| 50m tự do               | 22.47     |  | Joseph Isaac Schooling                                                                                       | Singapore | 8 tháng 6 năm 2015   | SEA Games 28 | Singapore, Singapore   | [ 3 ]     |
| 100m tự do              | 48.58     |  | Joseph Isaac Schooling                                                                                       | Singapore | 7 tháng 6 năm 2015   | SEA Games 28 | Singapore, Singapore   | [ 4 ]     |
| 200m tự do              | 1:47.36   |  | Sim Wee Sheng Welson                                                                                         | Malaysia  | 24 tháng 8 năm 2017  | SEA Games 29 | Kuala Lumpur, Malaysia | [ 5 ]     |
| 400m tự do              | 3:48.06   |  | Nguyễn Huy Hoàng                                                                                             | Vietnam   | 16 tháng 5 năm 2022  | SEA Games 31 | Hà Nội, Việt Nam       |           |
| 1500m tự do             | 14:58.14  |  | Nguyễn Huy Hoàng                                                                                             | Việt Nam  | 14 tháng 12 năm 2019 | SEA Games 30 | Manila, Philippines    |           |
|                         |           |  | |           |                      |              |                        |           |
| 50m ngửa                | 25.20     |  | I Gede Siman Sudartawa                                                                                       | Indonesia | 25 tháng 8 năm 2017  | SEA Games 28 | Indonesia, Indonesia   | [ 6 ]     |
| 100m ngửa               | 54.51     |  | Quah Zheng Wen                                                                                               | Singapore | 6 tháng 6 năm 2015   | SEA Games 29 | Singapore, Singapore   | [ 7 ]     |
| 200m ngửa               | 2:00.09   |  | Quah Zheng Wen                                                                                               | Singapore | 25 tháng 8 năm 2017  | SEA Games 29 | Singapore, Singapore   | [ 8 ]     |
|                         |           |  | |           |                      |              |                        |           |
| 50m ếch                 | 28.25     |  | Indra Gunawan                                                                                                | Indonesia | 13 tháng 11 năm 2011 | SEA Games 26 | Palembang, Indonesia   | [ 9 ]     |
| 100m ếch                | 1:00.97   |  | Phạm Thanh Bảo                                                                                               | Việt Nam  | 7 tháng 5 năm 2023   | SEA Games 32 | Kampot, Campuchia      |           |
| 200m ếch                | 2:12.99   |  | Nuttapong Ketin                                                                                              | Thái Lan  | 12 tháng 11 năm 2011 | SEA Games 26 | Palembang, Indonesia   | [ 10 ]    |
|                         |           |  | |           |                      |              |                        |           |
| 50m bướm                | 23.06     |  | Joseph Isaac Schooling                                                                                       | Singapore | 26 tháng 8 năm 2017  | SEA Games 29 | Kuala Lumpur, Malaysia | [ 11 ]    |
| 100m bướm               | 51.38     |  | Joseph Isaac Schooling                                                                                       | Singapore | 25 tháng 8 năm 2017  | SEA Games 29 | Kuala Lumpur, Malaysia | [ 12 ]    |
| 200m bướm               | 1:55.73   |  | Joseph Isaac Schooling                                                                                       | Singapore | 8 tháng 6 năm 2015   | SEA Games 28 | Singapore, Singapore   | [ 13 ]    |
|                         |           |  | |           |                      |              |                        |           |
| 200m hỗn hợp cá nhân    | 2:00.66   |  | Joseph Isaac Schooling                                                                                       | Singapore | 10 tháng 6 năm 2015  | SEA Games 28 | Singapore, Singapore   | [ 14 ]    |
| 400m hỗn hợp cá nhân    | 4:18.10   |  | Trần Hưng Nguyên                                                                                             | Việt Nam  | 15 tháng 5 năm 2022  | SEA Games 31 | Hà Nội, Việt Nam       |           |
|                         |           |  | |           |                      |              |                        |           |
| 4×100m tiếp sức tự do   | 3:17.85   |  | - (49.25)Joseph Isaac Schooling - (49.85)Darren Lim - (49.71)Danny Kai Quan Yeo - (49.04)Quah Zheng Wen      | Singapore | 20 tháng 8 năm 2017  | SEA Games 29 | Kuala Lumpur, Malaysia | [ 15 ]    |
| 4×200m tiếp sức tự do   | 7:16.31   |  | - Nguyễn Hữu Kim Sơn - Nguyễn Huy Hoàng - Hoàng Quý Phước - Trần Hưng Nguyên                                 | Vietnam   | 17 tháng 5 năm 2022  | SEA Games 31 | Hà Nội, Việt Nam       |           |
| 4×100m tiếp sức hỗn hợp | 3:37.46   |  | - (55.10)Quah Zheng Wen - (1:01.75)Khoo Chien Yin Lionel - (50.90)Joseph Isaac Schooling - (49.71)Darren Lim | Singapore | 21 tháng 8 năm 2017  | SEA Games 28 | Kuala Lumpur, Malaysia | [ 16 ]    |

Chú giải:  WR – Kỷ lục thế giới; AS – Kỷ lục Châu Á; 
 Kỷ lục không được thiết lập ở chung kết: h – vòng loại; sf – bán kết; r – relay 1st leg; rh – relay heat 1st leg 

## Nữ
| Môn thi                 | Thời gian |  | Tên | Quốc tịch | Ngày                 | Sự kiện      | Địa điểm                | Chú thích |
| ----------------------- | --------- |  | --- | --------- | -------------------- | ------------ | ----------------------- | --------- |
| 50m tự do               | 25.41     |  | Amanda Lim | Singapore | 24 tháng 8 năm 2017  | SEA Games 29 | Kuala Lumpur, Malaysia  | [ 17 ]    |
| 100m tự do              | 55.74     |  | Quah Ting Wen                                                                                                   | Singapore | 23 tháng 8 năm 2017  | SEA Games 29 | Singapore, Singapore    | [ 18 ]    |
| 200m tự do              | 1:59.24   |  | Nguyễn Thị Ánh Viên                                                                                             | Vietnam   | 9 tháng 6 năm 2015   | SEA Games 29 | Kuala Lumpur, Malaysia  | [ 19 ]    |
| 400m tự do              | 4:08.66   |  | Nguyễn Thị Ánh Viên                                                                                             | Việt Nam  | 10 tháng 6 năm 2015  | SEA Games 28 | Singapore, Singapore    | [ 20 ]    |
| 800m tự do              | 8:34.85   |  | Nguyễn Thị Ánh Viên                                                                                             | Việt Nam  | 6 tháng 6 năm 2015   | SEA Games 28 | Singapore, Singapore    | [ 21 ]    |
|                         |           |  | |           |                      |              |                         |           |
| 50m ngửa                | 28.90     |  | Tao Li | Singapore | 8 tháng 6 năm 2015   | SEA Games 28 | Singapore, Singapore    | [ 22 ]    |
| 100m ngửa               | 1:01.89   |  | Nguyễn Thị Ánh Viên                                                                                             | Việt Nam  | 21 tháng 8 năm 2017  | SEA Games 29 | Kuala Lumpur, Malaysia  | [ 23 ]    |
| 200m ngửa               | 2:13.64   |  | Nguyễn Thị Ánh Viên                                                                                             | VIE       | 22 tháng 8 năm 2017  | SEA Games 29 | Kuala Lumpur, Malaysia  | [ 24 ]    |
|                         |           |  | |           |                      |              |                         |           |
| 50m ếch                 | 31.29     |  | Ho Ru'En Roanne                                                                                                 | Singapore | 19 tháng 8 năm 2017  | SEA Games 29 | Kuala Lumpur, Malaysia  | [ 25 ]    |
| 100m ếch                | 1:09.00   |  | Phee Jinq En | Malaysia  | 20 tháng 8 năm 2017  | SEA Games 29 | Kuala Lumpur, Malaysia  |           |
| 200m ếch                | 2:29.58   |  | Phiangkhwan Pawapotako                                                                                          | Thái Lan  | 25 tháng 8 năm 2017  | SEA Games 29 | Kuala Lumpur, Malaysia  |           |
|                         |           |  | |           |                      |              |                         |           |
| 50m bướm                | 26.58     |  | Tao Li | Singapore | 7 tháng 6 năm 2015   | SEA Games 28 | Singapore, Singapore    | [ 26 ]    |
| 100m bướm               | 58.84     |  | Tao Li | Singapore | 12 tháng 11 năm 2011 | SEA Games 26 | Palembang, Indonesia    | [ 27 ]    |
| 200m bướm               | 2:09:52   |  | Quah Jing Wen                                                                                                   | Singapore | 14 tháng 5 năm 2022  | SEA Games 31 | Hà Nội, Việt Nam        |           |
|                         |           |  | |           |                      |              |                         |           |
| 200m hỗn hợp cá nhân    | 2:13.53   |  | Nguyễn Thị Ánh Viên                                                                                             | Vietnam   | 7 tháng 6 năm 2015   | SEA Games 28 | Singapore, Singapore    | [ 28 ]    |
| 400m hỗn hợp cá nhân    | 4:42.88   |  | Nguyễn Thị Ánh Viên                                                                                             | Vietnam   | 6 tháng 6 năm 2015   | SEA Games 28 | Singapore, Singapore    | [ 29 ]    |
|                         |           |  | |           |                      |              |                         |           |
| 4×100m tiếp sức tự do   | 3:44.38   |  | - (56.23)Quah Ting Wen - (56.21)Amanda Lim - (56.44)Ong Min Ern Natasha - (55.50)Quah Jing Wen                  | Singapore | 22 tháng 8 năm 2017  | SEA Games 29 | Kuala Lumpur, Malaysia  |           |
| 4×200m tiếp sức tự do   | 8:10.41   |  | - (2:02.78)Christie May Chue - (2:01.28)Quah Ting Wen - (2:03.61)Rachel Marjorie Tseng - (2:02.74)Quah Jing Wen | Singapore | 23 tháng 8 năm 2017  | SEA Games 29 | Kuala Lumpur, Singapore |           |
| 4×100m tiếp sức hỗn hợp | 4:08.72   |  | - (1:03.56)Tao Li - (1:09.66)Ho Ru'En Roanne - (59.18)Quah Ting Wen - (56.32)Lim Xiang Qi Amanda                | Singapore | 10 tháng 6 năm 2015  | SEA Games 28 | Singapore, Singapore    | [ 30 ]    |

Chú giải:  WR – Kỷ lục thế giới; AS – Kỷ lục Châu Á; 
 Kỷ lục không được thiết lập ở chung kết: h – vòng loại; sf – bán kết; r – relay 1st leg; rh – relay heat 1st leg 

## Xếp hạng
Cập nhật lần cuối: 12 tháng 6 năm 2015, thời điểm kết thúc lịch thi đấu của môn bơi lội ở SEA Games 28.

### Quốc gia
| Quốc gia  | Số kỷ lục | Nam | Nữ |
| --------- | --------- | --- | -- |
| Singapore | 22        | 13  | 9  |
| Việt Nam  | 12        | 4   | 8  |
| Malaysia  | 3         | 1   | 2  |
| Thái Lan  | 2         | 2   | 0  |
| Indonesia | 1         | 1   | 0  |
| Tổng      | 38        | 19  | 19 |

### Vân động viên nam
Bảng chỉ thống kê những vận động viên có nhiều hơn hoặc bằng 2 kỷ lục:
| Số kỷ lục | Tên                    | Quốc tịch | Nội dung |
| --------- | ---------------------- | --------- | --- |
| 10        | Joseph Isaac Schooling | Singapore | 50m tự do 100m tự do 200m tự do 50m bướm 100m bướm 200m bướm 200m hỗn hợp cá nhân 4×100m tiếp sức tự do 4×200m tiếp sức tự do 4×100m tiếp sức hỗn hợp |
| 5         | Quah Zheng Wen         | Singapore | 50m ngửa 100m ngửa 200m ngửa 4×200m tiếp sức tự do 4×100m tiếp sức hỗn hợp                                                                            |
| 2         | Lim Yong'En Clement    | Singapore | 4×100m tiếp sức tự do 4×100m tiếp sức hỗn hợp |
| 2         | Yeo Kai Quan Danny     | Singapore | 4×100m tiếp sức tự do 4×200m tiếp sức tự do |

### Vận động viên nữ
Bảng chỉ thống kê những vận động viên có nhiều hơn hoặc bằng 2 kỷ lục:
| Số kỷ lục | Tên                 | Quốc tịch | Các nội dung                                                                                             |
| --------- | ------------------- | --------- | --- |
| 8         | Nguyễn Thị Ánh Viên | Việt Nam  | 100m ngửa 200m tự do 200m ngửa 200m bướm 200m hỗn hợp cá nhân 400m tự do 400m hỗn hợp cá nhân 800m tự do |
| 4         | Tao Li              | Singapore | 50m ngửa 50m bướm 100m bướm 4×100m tiếp sức hỗn hợp                                                      |
| 4         | Lim Xiang Qi Amanda | Singapore | 50m tự do 4×100m tiếp sức tự do 4×200m tiếp sức tự do 4×100m tiếp sức hỗn hợp                            |
| 4         | Quah Ting Wen       | Singapore | 100m tự do 4×100m tiếp sức tự do 4×200m tiếp sức tự do 4×100m tiếp sức hỗn hợp                           |
| 2         | Lynette Lim         | Singapore | 4×100m tiếp sức tự do 4×200m tiếp sức tự do                                                              |
| 2         | Mylene Ong          | Singapore | 4×100m tiếp sức tự do 4×200m tiếp sức tự do                                                              |
| 2         | Ho Ru'En Roanne     | Singapore | 50m ếch 4×100m tiếp sức hỗn hợp                                                                          |
| 2         | Siow Yi Ting        | Malaysia  | 100m ếch 200m ếch                                                                                        |